# 稲田伸夫
稲田 伸夫（いなだ のぶお、1956年〈昭和31年〉8月14日 - ）は、日本の検察官、法務官僚、弁護士。

## 人物・来歴
奈良県出身。灘高等学校を経て、東京大学法学部第1類（私法コース）を卒業後、1981年に検事任官。東京地検検事時代にゼネコン汚職事件の捜査を3年半担当した。
山形地方検察庁検事正、法務省刑事局長、法務事務次官、仙台高等検察庁検事長、東京高等検察庁検事長などを経て、2018年、検事総長。
2019年、全国の検察幹部が集まる会議で、裁判官の証拠採用の在り方に懸念を示した。検事総長が裁判所に苦言を呈するのは異例。
2020年7月17日、検事総長を退任。同年10月20日、稲田法律事務所弁護士。2021年野村證券取締役。2023年日本たばこ産業監査役。

## 経歴
- 1981年　- 東京地方検察庁検事任官
- 1982年　- 福岡地方検察庁検事
- 1983年　- 法務省刑事局付
- 1985年　- 水戸地方検察庁検事
- 1986年　- 東京地方検察庁検事
- 1988年　- 法務省刑事局付
- 1992年　- 松山地方検察庁西条支部長
- 1994年　- 東京地方検察庁検事
- 1997年　- 法務省刑事局参事官
- 1998年　- 内閣法制局第二部参事官
- 2002年　- 法務省刑事局公安課長
- 2003年　- 法務省刑事局総務課長
- 2005年　- 法務省大臣官房人事課長
- 2007年　- 最高検察庁検事
- 2008年
  - 1月 - 山形地方検察庁検事正
  - 10月 - 法務省大臣官房長
- 2011年　- 法務省刑事局長
- 2014年　- 法務事務次官
- 2016年　- 仙台高等検察庁検事長
- 2017年　- 東京高等検察庁検事長
- 2018年　- 検事総長
- 2020年   - 退官、弁護士登録[11]、稲田法律事務所弁護士
- 2021年   - 野村證券社外取締役 監査等委員[11][10][12]
- 2023年   - 日本たばこ産業監査役[11]